# Yves Pouliquen

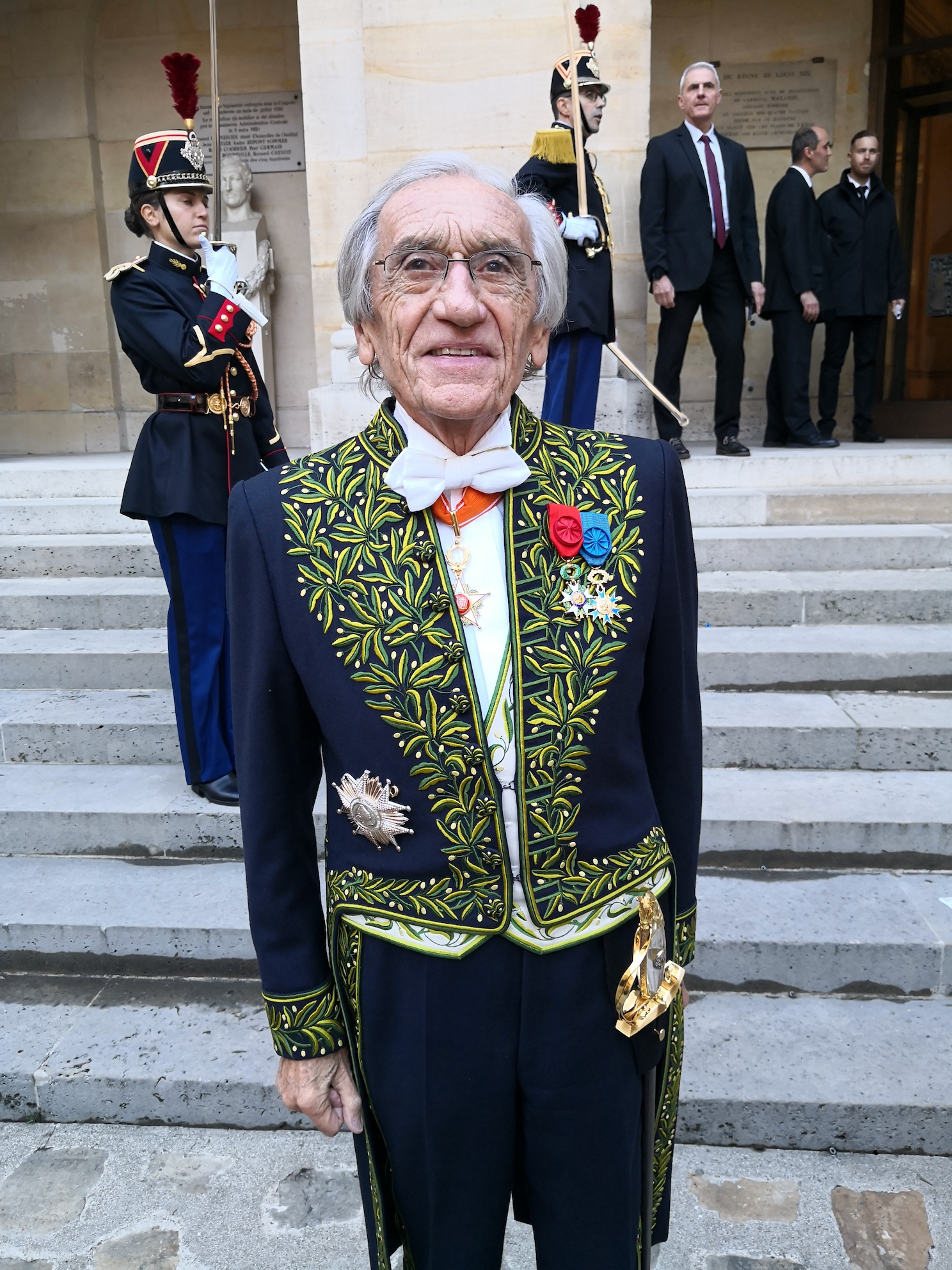
Yves Pouliquen, 2019

Yves Jean-Marie Pouliquen (* 17. Februar 1931 in Mortain, Département Manche; † 5. Februar 2020) war ein französischer Augenarzt, Medizinforscher und Hochschullehrer, dem 1994 der Prix mondial Cino Del Duca verliehen wurde und der ab 2001 Mitglied der Académie française war.

## Leben
Yves Jean-Marie Pouliquen, Sohn von Jean Francois-Marie Poliquen und dessen Ehefrau Reneé Blanche Merio, begann nach dem Besuch des Lycée Émile Littré ein Studium der Medizin an der Universität von Paris. Nach dessen Abschluss wurde er 1956 Arzt an einem Krankenhaus und nach seiner Promotion zum Doktor der Medizin 1963 Facharzt für Augenheilkunde. 1966 wurde er Assoziierter Professor (Professeur agrégé) und Augenarzt am Krankenhaus. In der Folgezeit befasste er sich auch als Medizinforscher und erhielt 1971 für seine Arbeiten zur Augenkrankheit Keratokonus den Prix Paul Reiss sowie zur normale und pathologische Struktur der Hornhaut den Prix Chauvin-Blache. Zugleich war er zwischen 1979 und 1998 Direktor der Forschungsgruppe für Augenheilkunde des Nationalen Instituts für Gesundheit und medizinische Forschung INSERM (Institut national de la santé et de la recherche médicale).
1980 wurde Pouliquen Professor und Chefarzt für Augenheilkunde am Hôtel-Dieu de Paris, dem ältesten Krankenhaus von Paris, und bekleidete diese Funktion bis 1996. Für seine weiteren Forschungen zur Hornhautstruktur wurde er 1984 mit dem Prix Cas-troviejo aufgezeichnet und war zwischen 1985 und 1998 auch Präsident der Französischen Augenbank (Banque française des yeux). 1986 hatte er die nach Robert Walter Doyne benannte Doyne Memorial Lecture-Professur der University of Oxford inne. 1992 wurde er Mitglied der Académie nationale de médecine. Für seine literarischen Arbeiten wurde er 1992 mit der Medaille der Académie française, 1994 mit dem Prix mondial Cino Del Duca sowie 1996 mit dem Literaturpreis von Rotary International ausgezeichnet. Nach seiner Emeritierung 1996 wurde er Beratender Professor und engagierte sich zudem zwischen 1997 und 2010 als Präsident der Organisation zur Vorbeugung von Blindheit OPC (Organisation pour la prévention de la cécité). 1998 war er Präsident des in Paris abgehaltenen XIII. Internationalen Kongresses für augenmedizinische Forschung. 1999 hatte er die Neeley Award Lecture-Professur an er University of California, Los Angeles (UCLA) inne und erhielt für seine wissenschaftlichen Arbeiten zudem 1999 auch den nach Claude Bernard benannten Prix Claude Bernard der Stadt Paris. Für seine Verdienste bei der Vorbeugung von Blindheit in Marokko wurde ihm 2000 der Preis der Fondation Hassan II verliehen. 2005 erhielt er die Charamis-Medaille der European Society of Ophthalmology.
Yves Pouliquen, der Großoffizier der Ehrenlegion und des Ordre national du Mérite sowie Kommandeur des marokkanischen Ordens Ouissam Alaouite war, wurde am 29. November 2001 zum Mitglied der Académie française gewählt, wo er als Nachfolger von Louis Leprince-Ringuet den Stuhl 35 (35e fauteuil) einnahm. Am 3. Januar 2003 hielt er die obligatorische Lobrede auf seinen verstorbenen Vorgänger Louis Leprince-Ringuet. Ab 2006 war er zudem Präsident der Wohltätigkeitsorganisation Fondation Singer-Polignac.
Aus seiner am 11. November 1952 geschlossenen Ehe mit Jacqueline Louise Brevet ging die Tochter Muriel Pouliquen hervor.

## Veröffentlichungen
Yves Pouliquens Arbeit in Forschung und Literatur widmete sich der Pathologie der Hornhaut und der Identifizierung von Mechanismen zur Veränderung ihrer Transparenz bei erblichen Narben und Dystrophien, von denen er viele Aspekte beschrieb. Darüber hinaus befasste er sich in seinen Werken mit Persönlichkeiten wie Marie de Rabutin-Chantal, Marquise de Sévigné, Jacques Daviel, Félix Vicq d’Azyr und Pierre-Jean-Georges Cabanis. Zu seinen Veröffentlichungen gehören:
- La Transparence de la cornée, Elsevier Masson, 1967
- Atlas d’histologie et d’ultrastructure de l’œil, Elsevier Masson, 1969
- Les Homogreffes de la cornée, Elsevier Masson, 1973
- Les Lentilles souples, Elsevier Masson, 1974
- L’Herpès de la cornée, précis d’ophtalmologie, Elsevier Masson, 1983
- La Cataracte, Éditions Hermann, 1990
- La Transparence de l’œil, Éditions Odile Jacob, 1992, Neuauflage 2011
- Les Yeux de l’autre, Éditions Odile Jacob, 1995
- Un oculiste au temps des lumières. Biographie de Jacques Daviel, Éditions Odile Jacob, 1999
- Le Geste et l’esprit, Éditions Odile Jacob, 2003
- Mme de Sévigné et la médecine du Grand siècle, Éditions Odile Jacob, 2006
- Le Médecin et le Dictateur, Éditions Odile Jacob, 2008
- Félix Vicq d’Azyr. Les lumières et la Révolution, Éditions Odile Jacob, 2009
- Lunette ou laser? Choisir sa vision, Éditions Odile Jacob, 2011
- Cabanis. La vie d'un idéologue. De Mirabeau à Bonaparte, Éditions Odile Jacob, 2013
- Que sais-je? Que suis-je? – Pas à pas et tous comptes faits, Éditions Odile Jacob, 2016
- L’oeil dévoilé, l’oeil guéri, Éditions Odile Jacob 2018